# Louis-Joseph Girard
Pour les articles homonymes, voir Girard.
Louis-Joseph Girard, né le 6 avril 1773 à Paris et mort dans la même ville le 27 novembre 1844, est un dessinateur français.

## Biographie
Maître de dessin à l’École polytechnique, Girard succède, le 14 janvier 1827, à Jean-Thomas Thibault comme professeur de perspective à l’École des beaux-arts de Paris, et à l’École des mines. 
Il a été élève de Gaspard Monge. Il était chevalier de la Légion d'honneur.
En 1835, il demeurait au no 159 de la rue Saint-Jacques à Paris

## Sources
- Nouvelles Archives de l’art français, 10e année, 3e série, t. 9, Paris, Charavay frères, 1893, p. 90.